# 息を重ねましょう
「息を重ねましょう」（いきをかさねましょう）は、安倍なつみの10枚目のシングル。2007年10月24日発売。

## 収録曲
全作詞：久保田洋司　全作曲：ヒロイズム
1. 息を重ねましょう
編曲：ヒロイズム
2. 小説の中の二人
編曲：小西貴雄
3. 息を重ねましょう (Instrumental)

## 参加ミュージシャン
息を重ねましょう
- アコースティック&エレクトリックギター：米山典昭
- コーラス：雁行真依子
- その他の全ての楽器：ヒロイズム